# 永兴县第一中学
26°07′36″N 113°06′45″E / 26.126602°N 113.112445°E
永兴县第一中学，是中华人民共和国湖南省的一所全日制公办高级中学。位于湖南省郴州市永兴县便江镇东正街，该校亦为湖南省示范性中学之一。

## 历史
永兴县第一中学自称肇始于1912年9月成立的湖南省立第三女子师范学校。
1941年3月，学校从资兴县迁到永兴县安陵书院，并更名为湖南省立第三中学，当时学校开设初高中班，还有自己的附属小学及幼儿园，面向邻近的县市招生:542。1944年，因日军轰炸永兴县，学校迁到蓝山县西门外富阳里，并与湖南省立七中、十一中合并为湘南临时中学。1945年日军投降后，学校迁回永兴县，恢复湖南省立第三中学校名:543。
中华人民共和国成立后，中国人民解放军代表贺紫遥接管湖南省立三中，并对学校进行社会主义改造，湖南省立三中后于1953年4月更名为湖南省永兴第一中学:543:1468。
1966年至1976年文化大革命期間，該校的教師遭到批鬥、正常教學秩序遭到嚴重破壞，文革结束后，学校恢复正常教学:543-544，并于1978年9月更名为湖南省永兴县第一中学，沿用至今，当年，学校也成为郴州地区的重点中学:1469。1993年，永兴一中开始争取成为湖南省重点中学，并进行校舍扩建。1997年8月，湖南省人民政府将该校评定为湖南省重点中学:484。

## 现况
永兴县第一中学位于永兴县府所在地便江街道，濒临便江。1993年后曾进行大规模扩建:486，2021年又兴建了新校区，现今校區占地面積超過7公頃，校內擁有電視演播中心、電子備課系統、電腦教室、圖書館等教學設備:486。
永兴縣第一中學的校训是“勤、实、严、活”，“自强不息，追求卓越”则为学校的引领精神。该校主要面向所在地永兴县招收初中畢業生；作為湖南省屬重點中學，永兴一中的錄取分數線高於同縣其他高級中學，其培養的學生中也不乏考入北京大學及清華大學等重點高校者。
除此之外，永兴县第一中学亦重视体育事业，并以体育特色为发展目标之一。其前身湖南省立第三女子师范曾以体育著称。一些在校生曾参加国际体育竞赛。学校也是中华人民共和国国家体委所认定的“传统项目布局学校”以及湖南省的体育后备人才重点学校之一。

## 著名校友
- 白薇，女作家；
- 刘昌孝，中国工程院院士；
- 康和声，教育家；
- 万衡，教育家；
- 周俟松,教育家；
- 黄克诚，中国人民解放军大将；
- 何大祥，中国人民解放军少将；
- 何宝珍，刘少奇的前夫人；
- 曾志，前中华人民共和国组织部副部长；
- 伍若兰，朱德前夫人；
- 毛泽建，毛泽东的妹妹；
- 许永善，劳模；
- 曾志；
- 曹明慧，企业家；
- 王永华，企业家；